# Кургазак
Кургазак (башк. Ҡорғаҙаҡ) — струмок, мінеральне джерело, що витікає з відрогів гірського хребта Каратау на лівобережжі річки Юрюзань. Знаходиться в Салаватському районі Башкортостану, за 3 км на південь від курорту «Янган-Тау», поблизу села Комсомол. Джерело входить в республіканський заказник «Янгантау» (1980), в Гідрологічну пам'ятку природи Республіки Башкортостан. Околиці джерела зайняті сосново-осиково-березовими лісами, що входять до 1-ї санітарної зони курорту «Янгантау».

## Назва
За однією з версій назва походить від башкирського діалектного ҡор (літературного ҡур) — «закваска», «солод», «сила», «міць» та давньобашкирского ғаҙаҡ — «річка». За іншою версією, ҡор (ҡоро) — «суха», «пересихаюча» та давньобашкирського ғаҙаҡ — «річка».

## Властивості
Дебіт — 100—125 л/сек. Основний іонний склад близький до вод типу «Нафтуся», має постійну температуру (+16° ± 0.5 °С) в будь-яку пору року.

## Показання до застосування
- хронічні гастрити
- виразкова хвороба шлунка та дванадцятипалої кишки
- коліти та ентероколіти
- захворювання печінки та жовчовивідних шляхів
- панкреатити
- хвороби обміну речовин та ін.

### Галерея

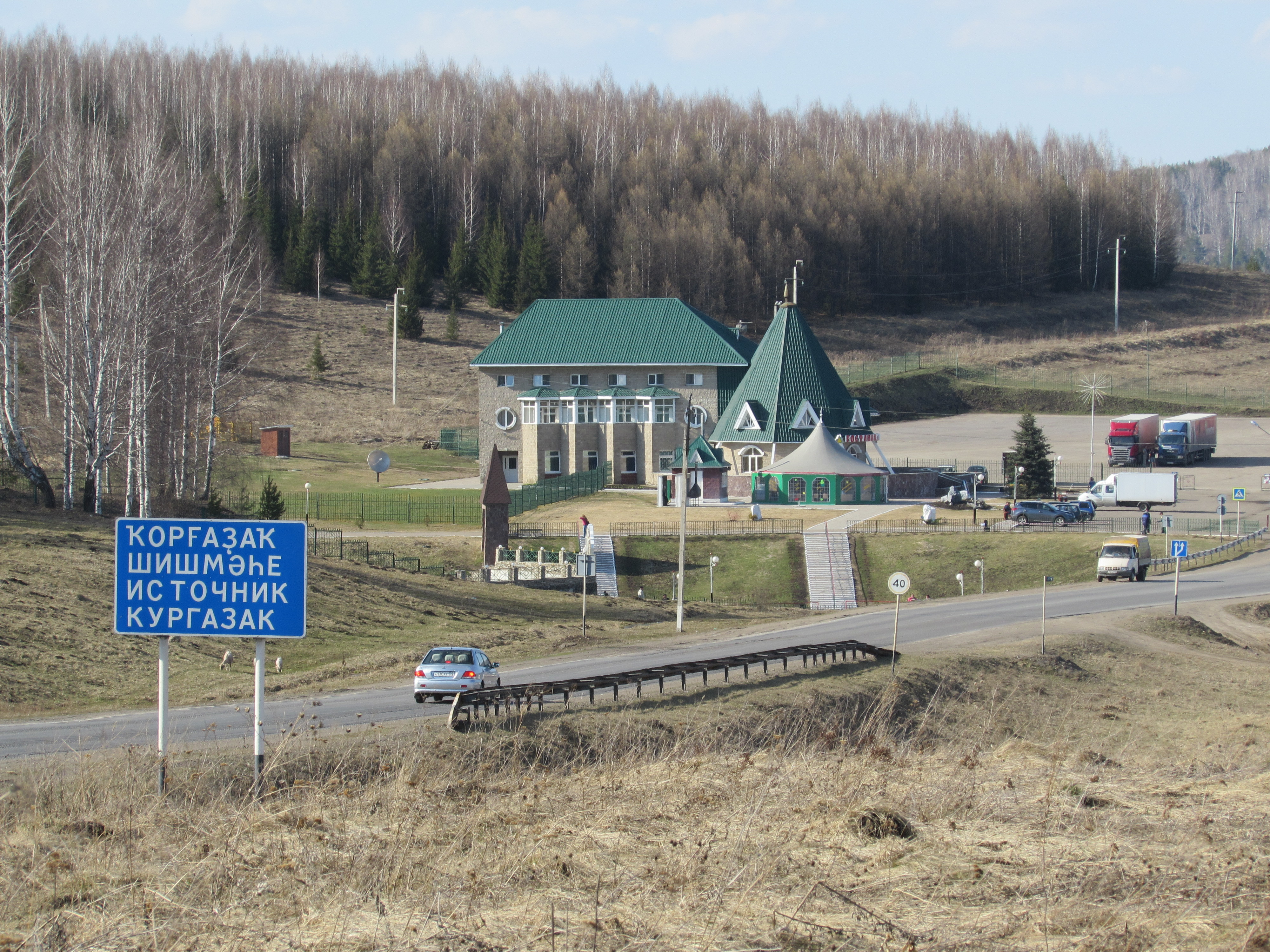
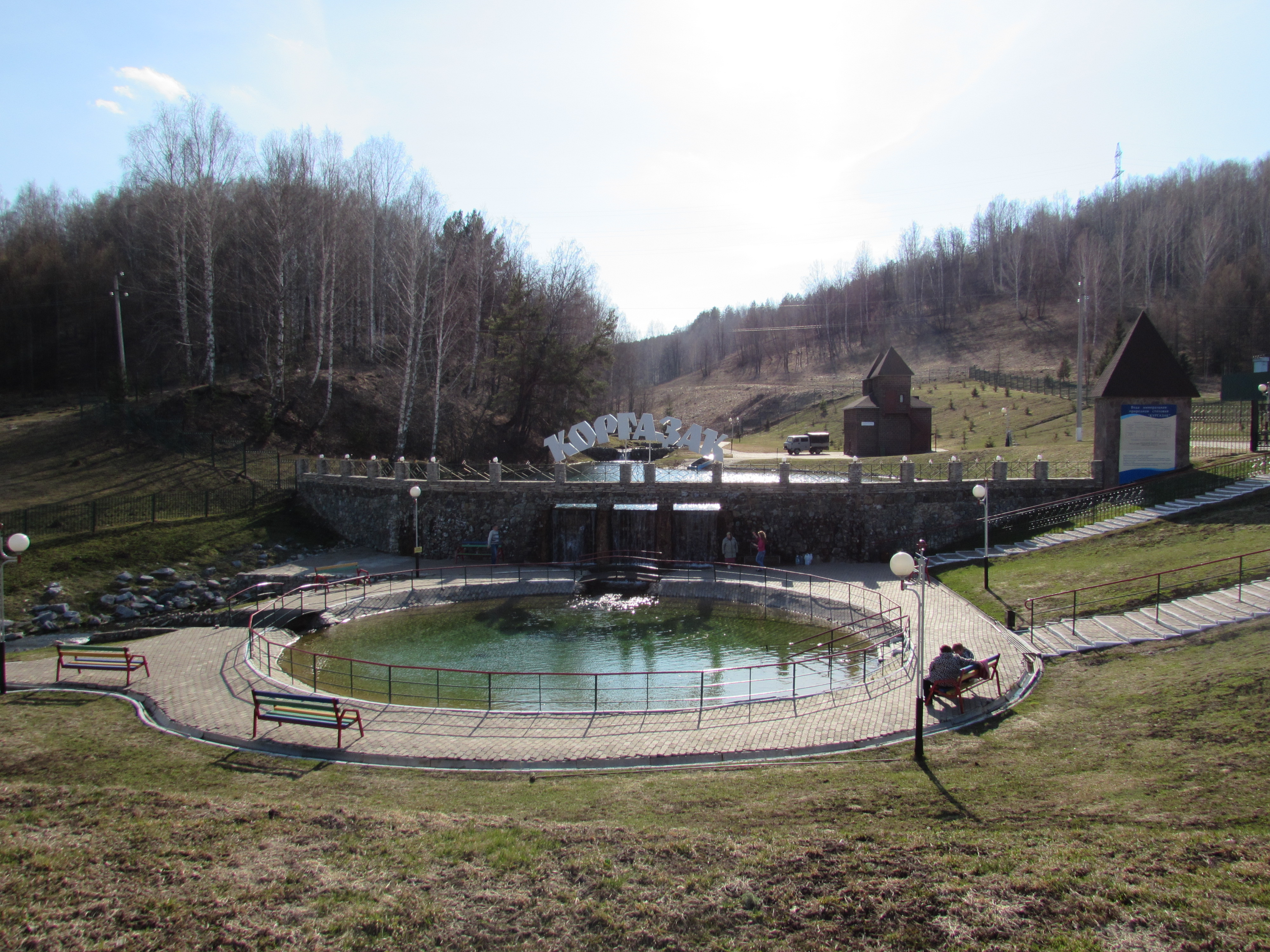
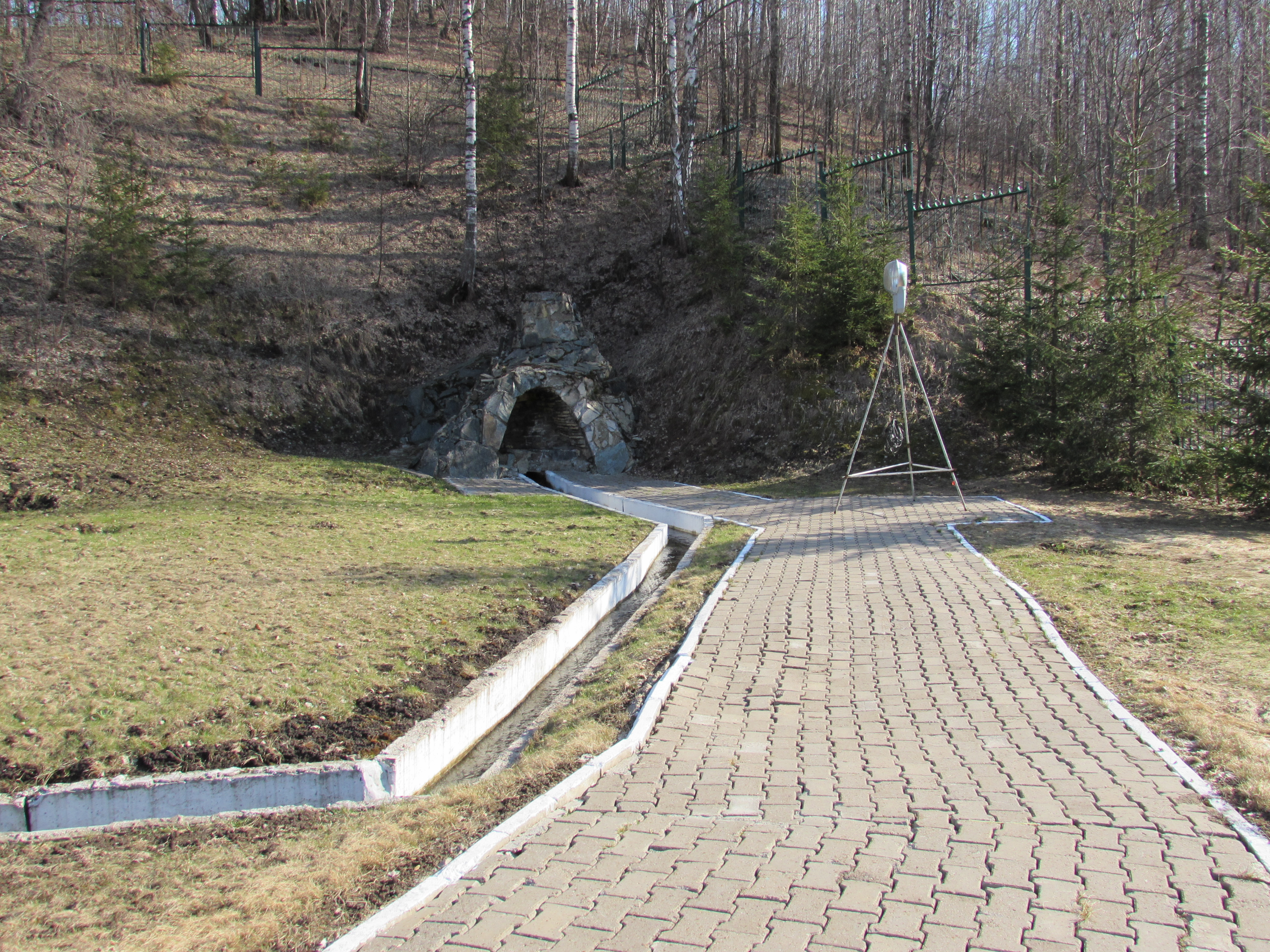
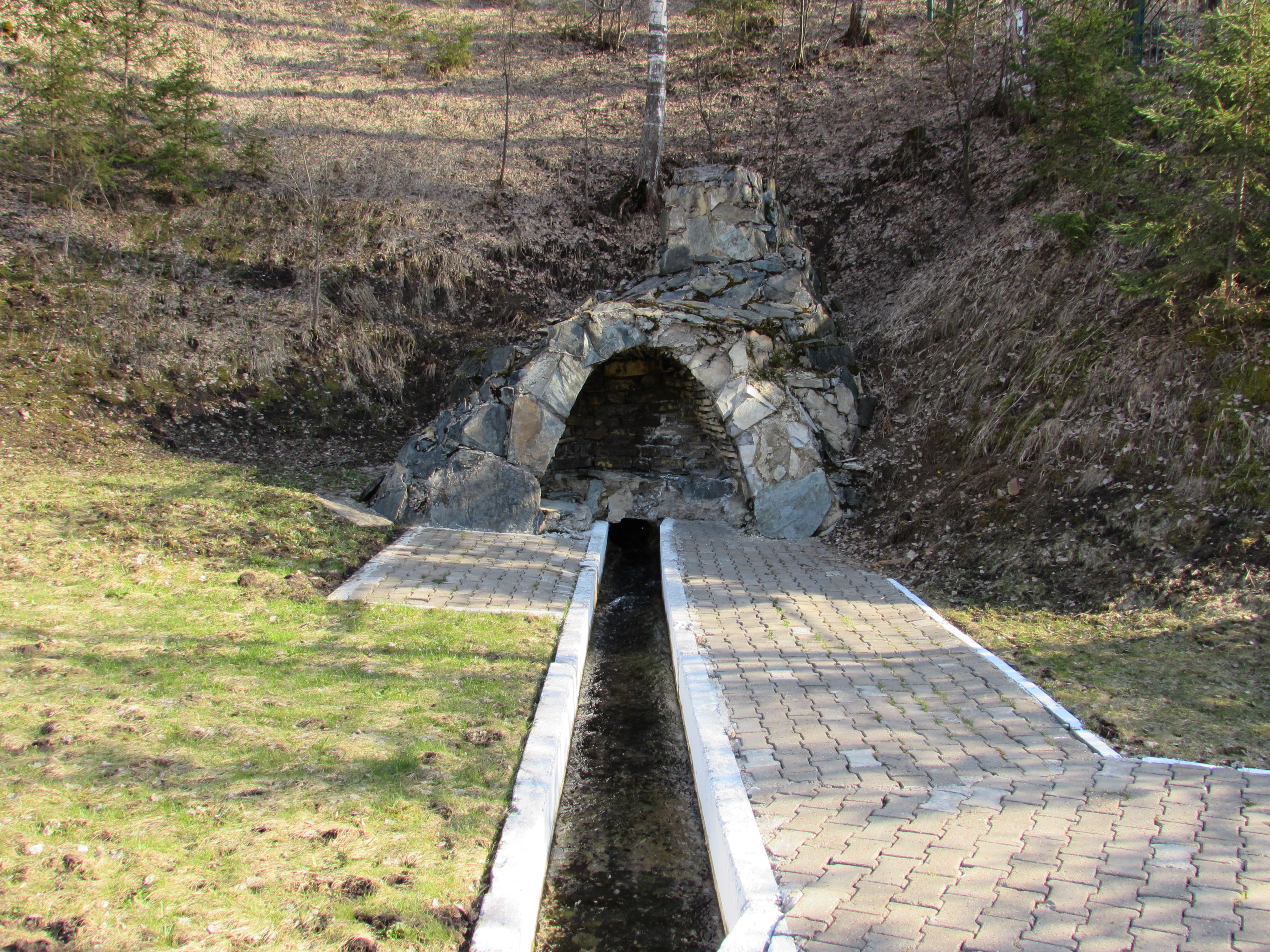
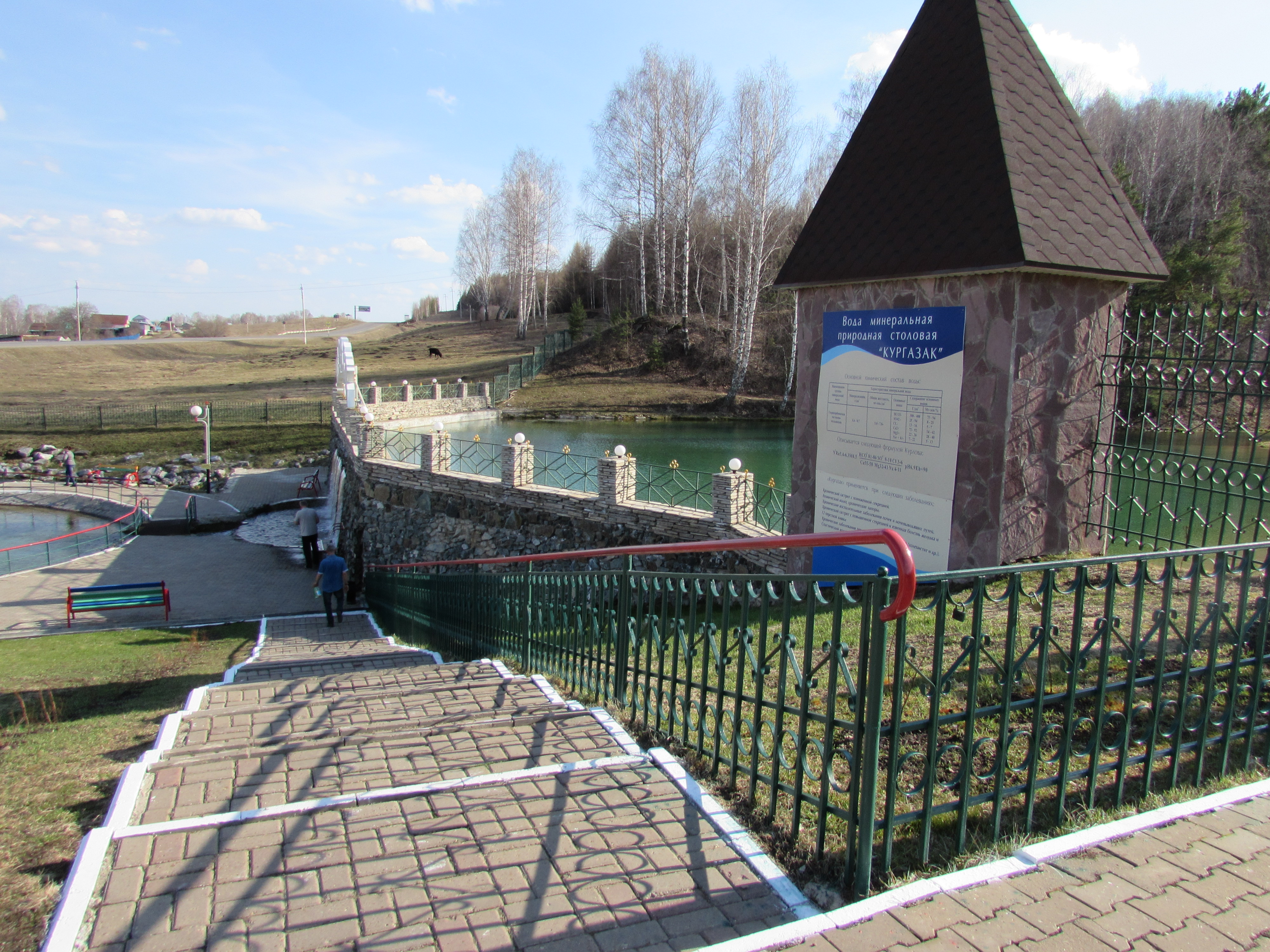
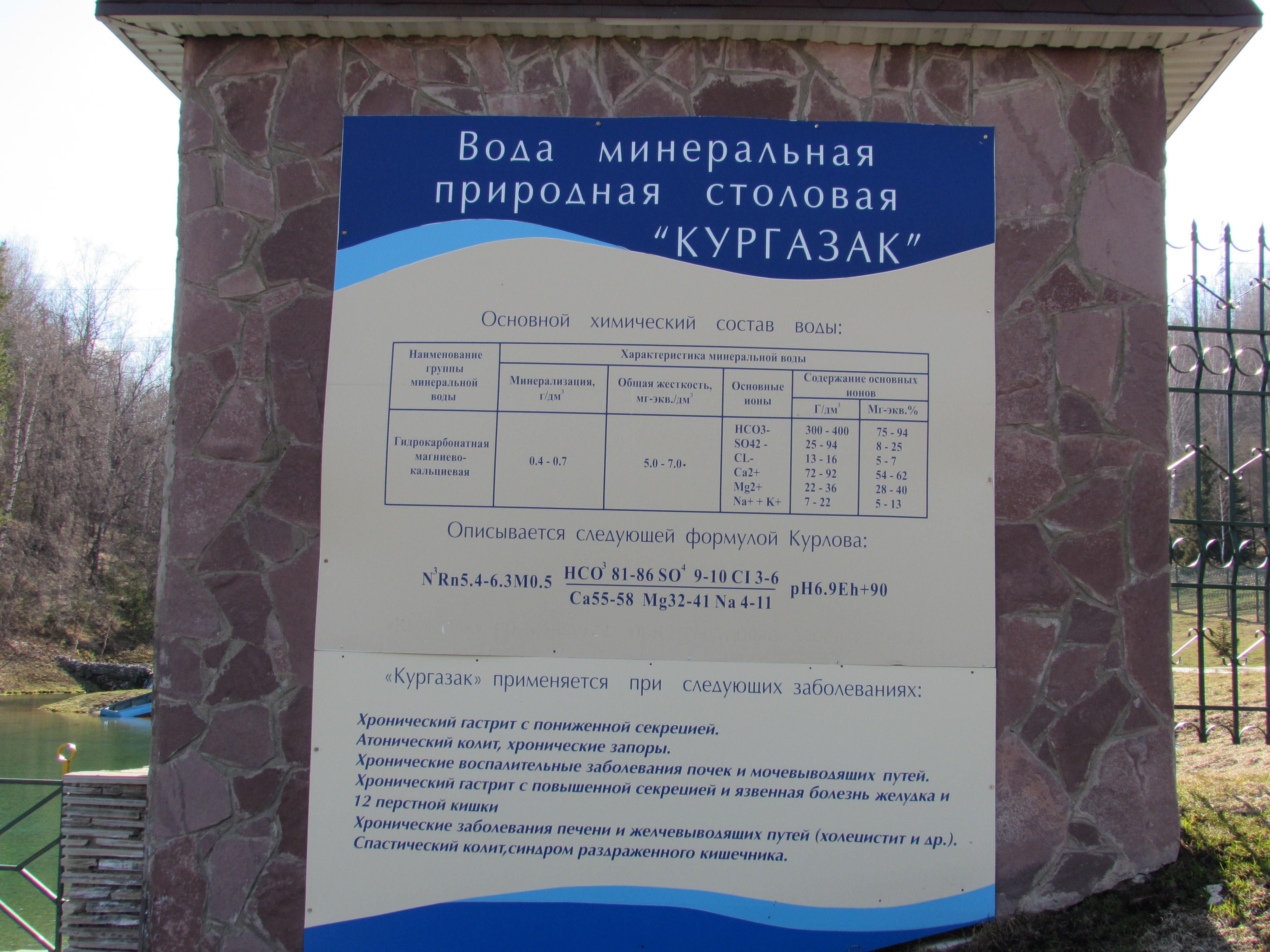
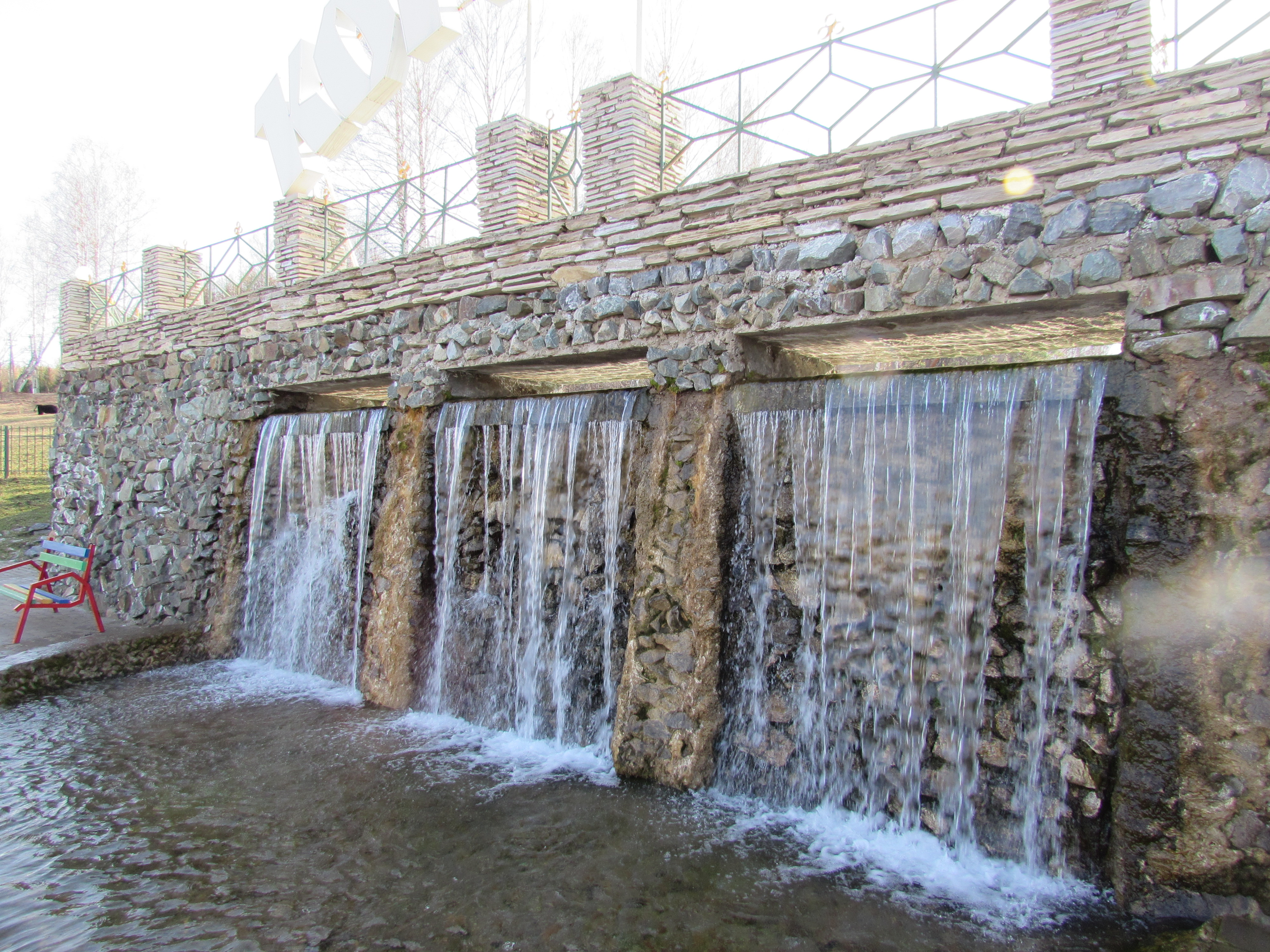
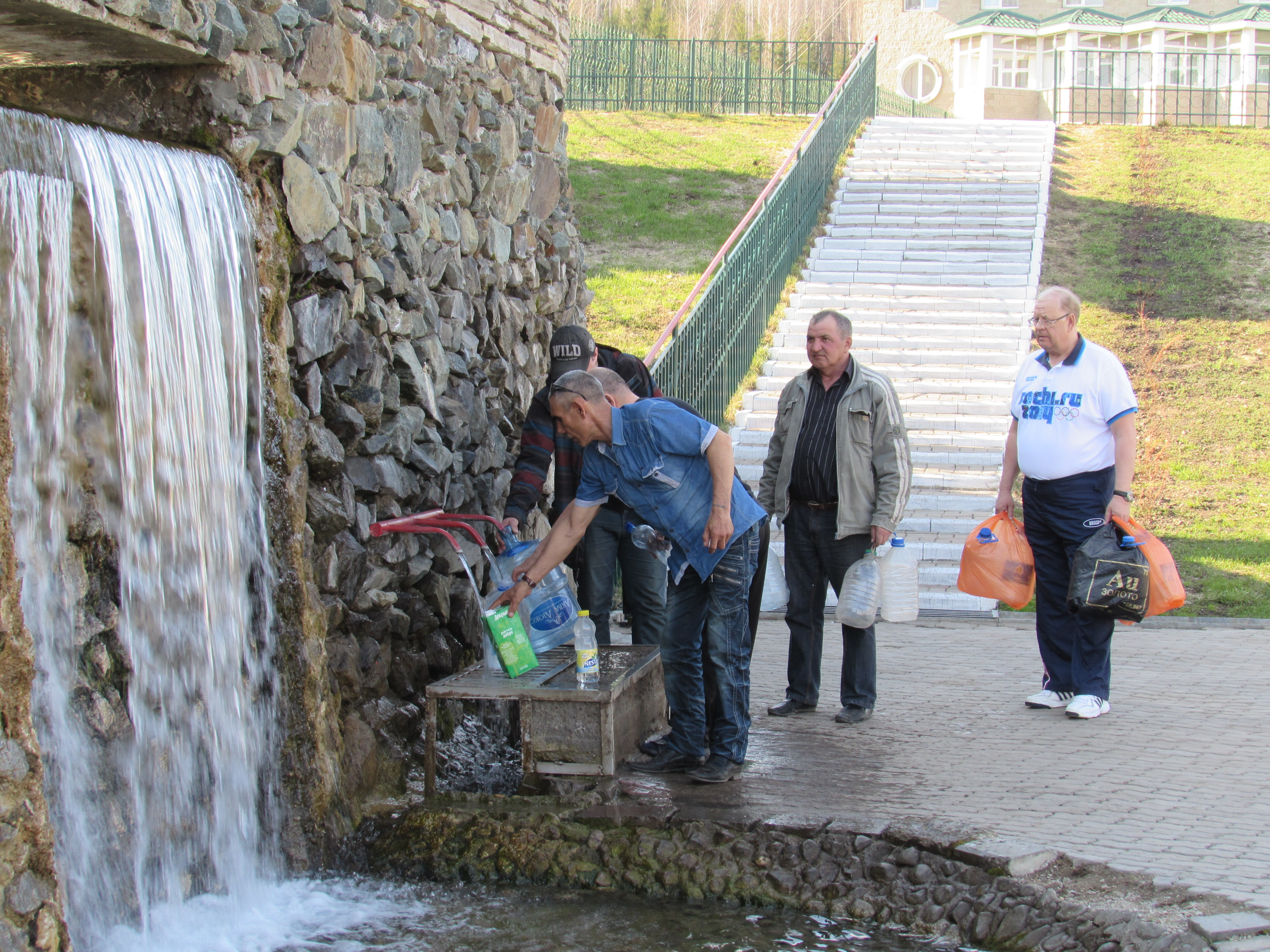
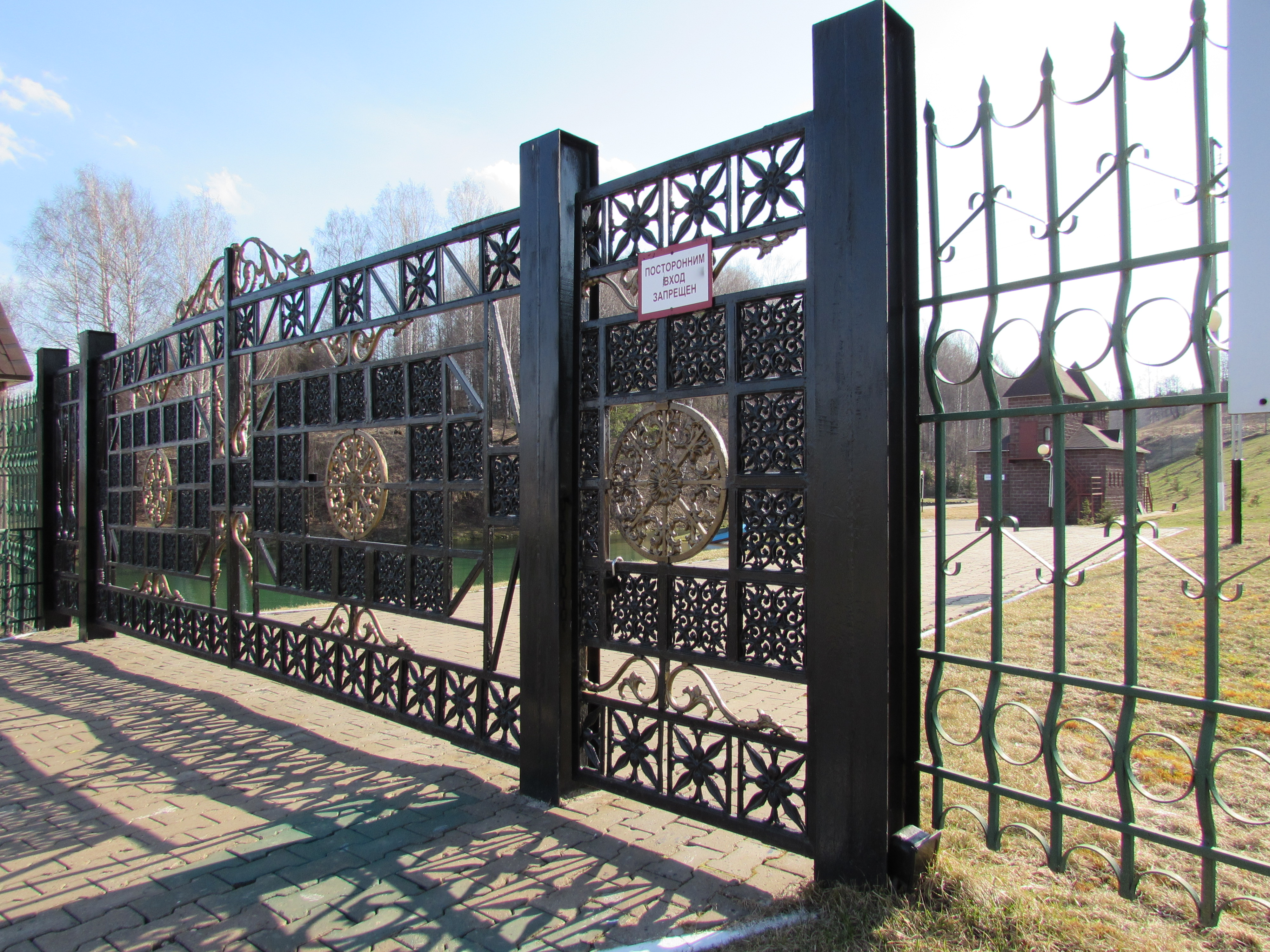
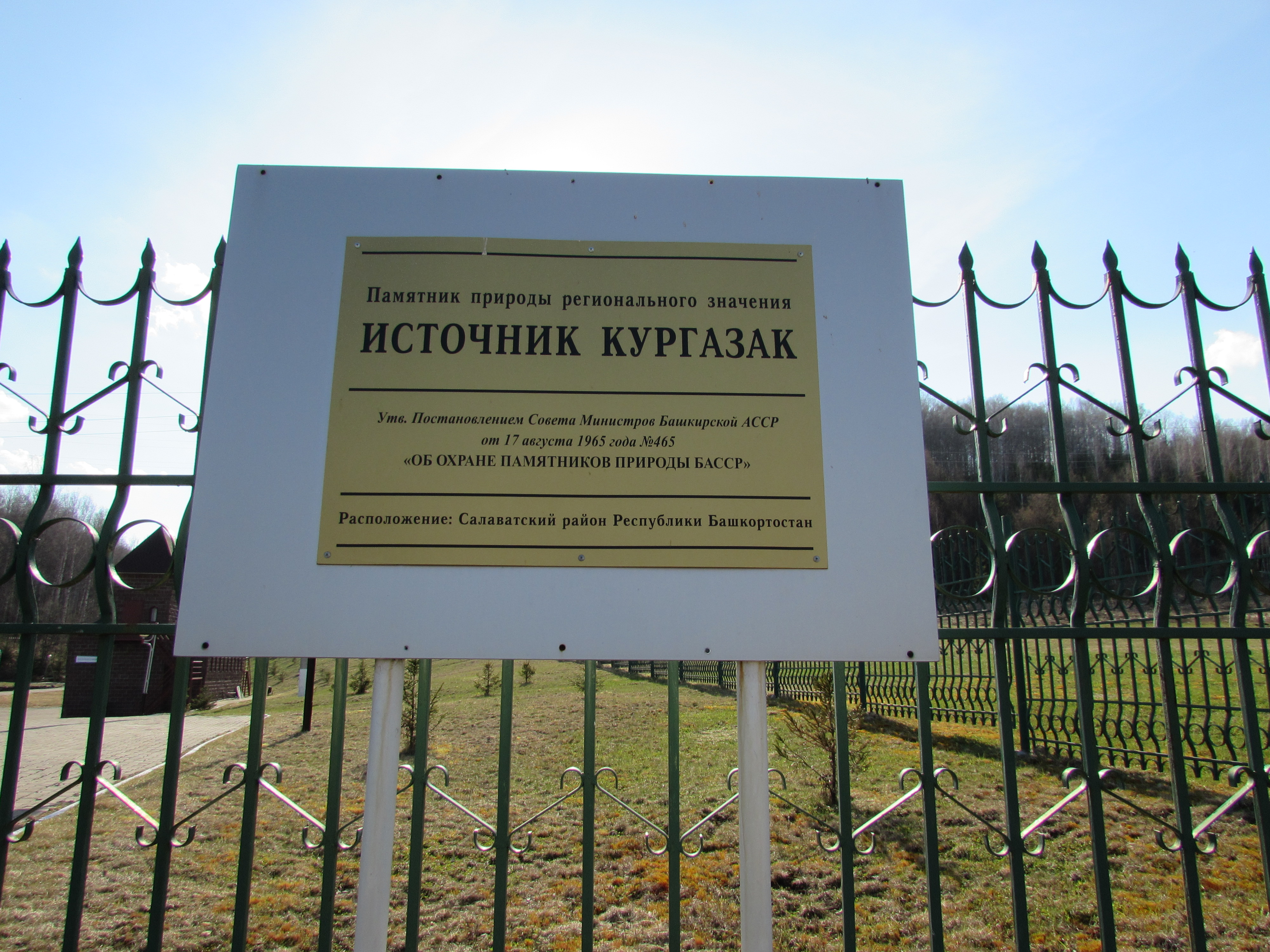
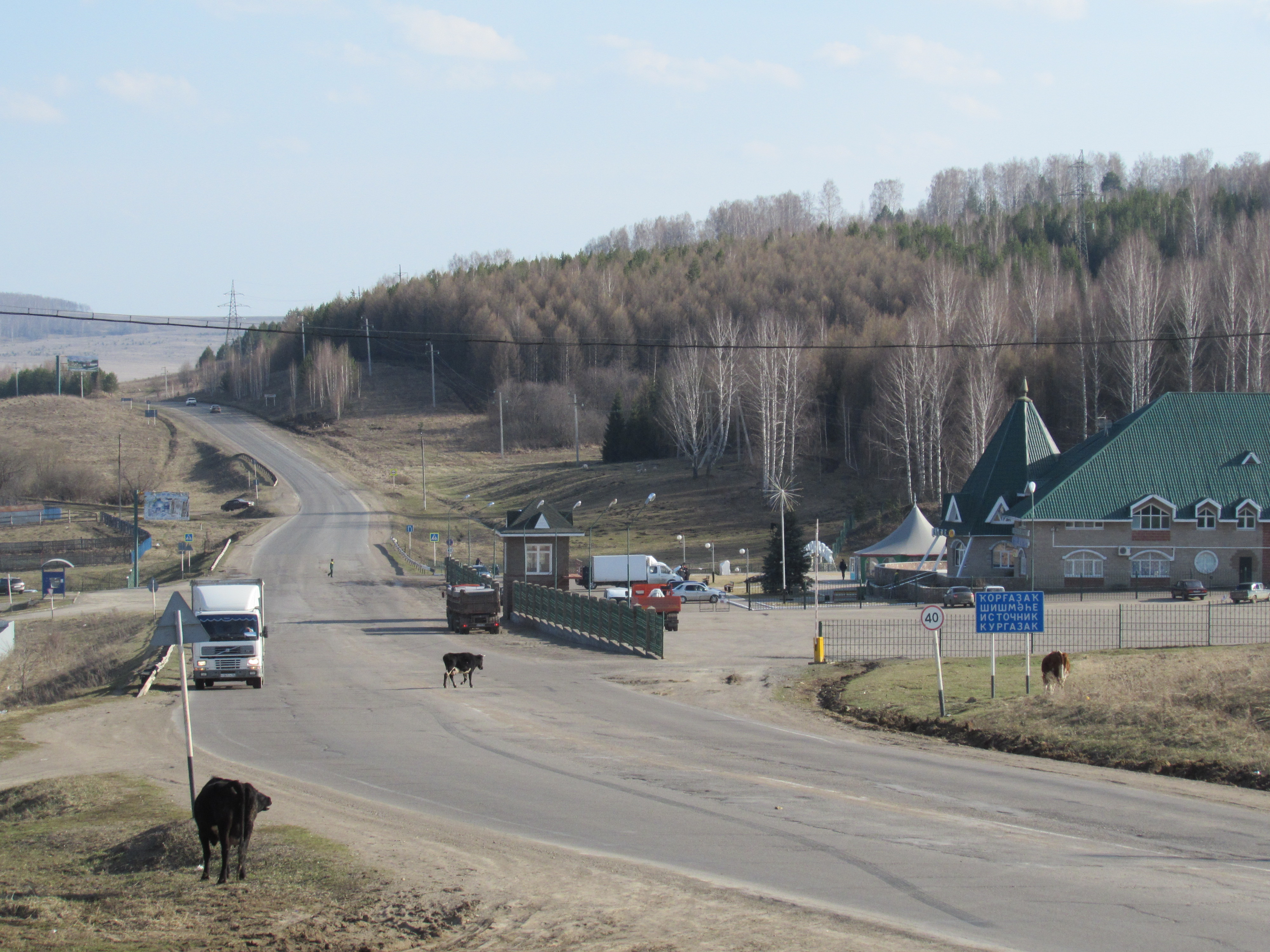
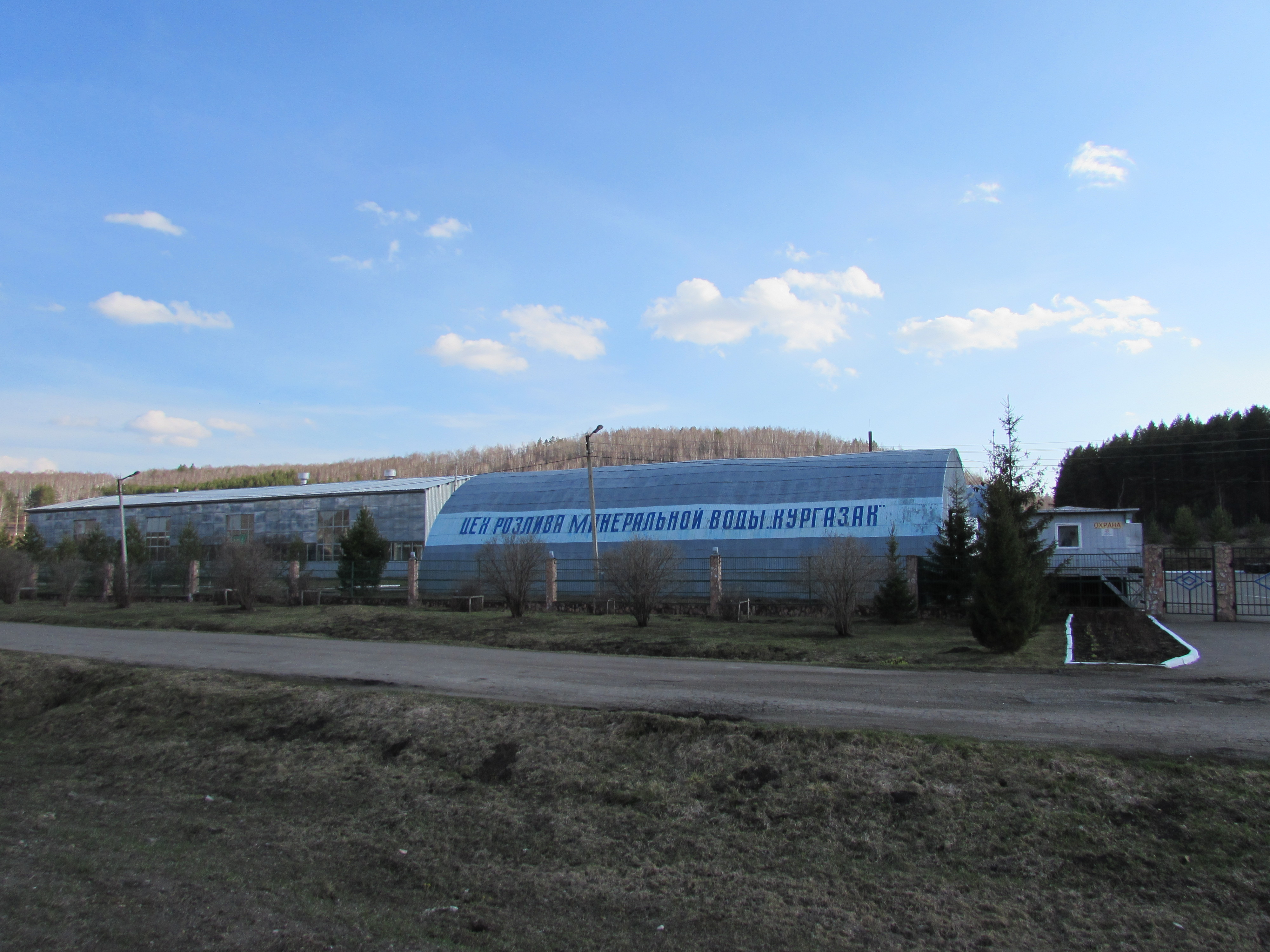